# Hero Elementary
A Hero Elementary kanadai–amerikai televíziós rajzfilmsorozat. A sorozatot 2020. június 1.-től Kanadában és Amerikában a PBS tűzte műsorra.

## Ismertető
A sorozatban a "Sparks Crew" sokszínű tanulói - Lucita Sky, AJ Gadgets, Sara Snap és Benny Bubbles - vesznek részt, akiket szokatlan és lelkes tanáruk, Mr. Sparks szuperhősökben képzett. A tanulók együttesen csapatként dolgoznak, saját egyedi nagyhatalmaikat, valamint a "Természet szupererejét" felhasználva, hogy segítsék az embereket, megoldják a problémákat, és megpróbálják a világot jobb helyekké tenni. A sorozatot jelenleg 40 félórás epizódra állítják elő, mindegyik két szegmenst tartalmaz. Ez az első gyerekeknek szóló sorozat, ahol állandó (mindig szereplő) autista karakter is szerepel (AJ Gadgets).